# Гарин, Владимир Владимирович
Влади́мир Владимирович Га́рин (25 января 1987, Ленинград — 24 июня 2003, Осиновское озеро, пос. Сосново, Ленинградская область) — российский актёр.

## Биография
Родился в Ленинграде 25 января 1987 года. Родители развелись вскоре после его рождения. Володя и его сестра Наташа жили с матерью — Татьяной Витальевной Гариной — преподавателем кафедры философии образования ЛГУ им. А. С. Пушкина.
В школе отставал от сверстников и часто болел.
Учился в музыкальной школе по классу трубы и фортепиано.
С восьми лет занимался в детской студии Санкт-Петербургского государственного детского музыкального театра «Зазеркалье», пел партию Сима в опере Бриттена «Ноев ковчег», в студийных постановках играл главные роли (Гадкий утёнок в одноимённой постановке по сказке Андерсена, лётчик в «Маленьком принце», отец в опере И. Цеслюкевич «Подменыш», Моисей в опере Изотовой «Исход»). Благодаря этому попал в картотеку «Ленфильма». Был приглашён озвучивать мультсериал «101 далматинец», озвучивал также фильм «Хрусталёв, машину!». Сыграл одну из главных ролей в фильме «Возвращение», получившем множество кинонаград.

## Гибель
Скончался на 17-м году жизни в ночь с 24 на 25 июня 2003 года за 2 месяца до мировой премьеры фильма «Возвращение»: утонул в Осиновском озере под посёлком Сосново в Ленинградской области. Похоронен на Серафимовском кладбище в Санкт-Петербурге.
После трагедии мама Володи, Татьяна Витальевна, взяла под свою опеку больного лейкемией мальчика. Он тоже умер. Теперь женщина работает в реабилитационном центре.

## Награды
- Победа в номинации «Лучший актёр» (совм. с К. Лавроненко и И. Добронравовым) на Международном кинофестивале в Хихоне (Испания) за роль в фильме «Возвращение»[3].

## Фильмография
- 1998 — Улицы разбитых фонарей — эпизод
- 2003 — Возвращение — старший брат Андрей

### Озвучивание
- 1998 — Хрусталёв, машину!
- 1999 — 101 далматинец — далматинец Ролли